# Dysstroma subapicaria
Dysstroma subapicaria är en fjärilsart som beskrevs av Moore 1862. Dysstroma subapicaria ingår i släktet Dysstroma och familjen mätare. Inga underarter finns listade i Catalogue of Life.